# Gyulakeszi
Gyulakeszi je vas na Madžarskem, ki upravno spada pod podregijo Tapolcai Županije Veszprém.